# Hanne Torfs
Hanne Torfs is een Belgische muzikante en actrice, bekend van de Belgische popgroep School is Cool, Ozark Henry en het synthpoptrio Fortress. Onder haar alter ego Holy Hannah maakt ze melodische techno. Torfs was als actrice, muzikante en theatermaker te zien in producties van onder andere Compagnie Lodewijk/Louis, Theater Froe Froe en Toneelhuis. Naast haar activiteiten als podiumkunstenaar coacht Torfs periodiek binnen het kunstonderwijs en componeert ze muziek voor theater, reclame en televisie.

## Biografie
Torfs werd geboren in Lier. Ze studeerde in 2013 summa cum laude af als master in drama aan het Koninklijk Conservatorium Antwerpen. Daarnaast volgde ze de opleiding Songwriting aan de Fontys Academy of the Arts in Tilburg. Sinds 2013 is Torfs werkzaam in de cultuursector als muzikante, theatermaker en actrice.

## Theater
- Roodhapje van Theater Froe Froe (2024): muzikante
- Hamlet Hamletsson van Compagnie Lodewijk/Louis (2023): actrice en muzikante
- Venus In Libra van Toneelhuis (2022): actrice en muzikante
- Midzomernachtsdroom van Compagnie Lodewijk/Louis (2021): componiste en dirigente
- De Kraken van Compagnie Lodewijk/Louis (2021): actrice en muzikante
- Killie Billie van Theater Froe Froe (2019): actrice en muzikante
- Titus van Compagnie Lodewijk/Louis en Theater Froe Froe (2018): actrice en muzikante
- Ons Land van Symfonie Schnitzel (2016): actrice en muzikante
- De Man die over de draad kwam van Compagnie Lodewijk/Louis (2016): actrice en zangeres
- Orpheus van Compagnie Lodewijk/Louis (2014): actrice en muzikante
- Luxemburg VZW (2013-2015): schrijfster, actrice en muzikante in verscheidene producties

## Muziek
- Holy Hannah: live-dj-project, melodische techno
- Fortress: synthpoptrio
- School is Cool: popgroep
- Living Roots (2021): muziektheatertournee met covers van Paul McCartney
- Nunki (2013): dreampopband
- Roy Aernouts: Nederlandstalige pop

- International Standard Name Identifier: 0000 0004 6528 8164
- MusicBrainz: 345af507-5858-46d1-9823-be7627f02cc6